# Black Mesa
Black Mesa Research Facility (транскрибовано: Блек Меса) је научни комплекс у рачунарској игри Half-Life, смештен у пустињи Новог Мексика, у САД-у. Радња игре Half-Life и њених експанзија су смештене на овој локацији. У овом комплексу на почетку игре избија инцидент који доводи до отварања портала ка другој димензији и инвазије ванземаљаца.

Именом Black Mesa назива се и римејк који је рађен у погону игре Half-Life 2 који тренутно представља скоро комплетну прераду прве игре. "Кроубар колектив", тим графичких и др. уметника широм света, је током неколико година, по одобрењу Валва, прерадио све статичке и покретне објекте, моделе и текстуре у бољем, графички јачем погону.

## Преглед
Black Mesa је тајни научни комплекс изграђен на месту некадашњег ICBM постројења током 50-их година двадесетог века у ком се обављају научна истраживања за телепортацију, биотехнологију, теоријску физику и војна наоружања, као и истраживања ванземаљских светова као што је Xen. Комплекс се састоји од великог броја научних лабораторија, канцеларија, домова за научнике, рекреативних центара, постројења за рециклажу, војних утврђења и трамвајском мрежом за превоз. Запослене чине научници, инжењери, чувари и услужно особље. Тајност истраживања је на високом нивоу и њену сигурност обезбеђује HECU војна јединица. 